# ベオグラード包囲戦 (1440年)
ベオグラード包囲戦（ベオグラードほういせん、セルビア語: Опсада Београда、トルコ語: Belgrad Kuşatması）は、セルビア専制公領の要塞都市ベオグラードへの包囲。ベオグラードは1439年にオスマン帝国がセルビアを征服した後、ハンガリー王国の防御線における重要な要塞であり、オスマン軍は1440年にベオグラードを5か月間にわたって包囲した。

## 背景
ハンガリー王位とスラヴォニア（クロアチア＝ハンガリー同君連合）王位をめぐる争いが内戦に発展すると、オスマン帝国はそれに乗じて進軍、スルターンのムラト2世はベオグラードの占領を決定した。

## 両軍
オスマン軍の指揮官はムラト2世とAli Bey Evrenosoğluだった。オスマン軍はベオグラードの周りに壁を建て、そこから投石でベオグラードを攻撃した。また1439年に鹵獲したスメデレヴォ製の大砲も使用した。
ベオグラード駐留軍の戦力は不明で、城の守備についてはセルビア専制公ステファン・ラザレヴィッチの治世（1402年 - 1427年）に大砲が設置されていただけだった。イヴァン・タロヴァッチのクロアチア兵約500人のほか、チェコ人とイタリア人弓兵が傭兵として加勢した。現地のハンガリー人も守備軍を手伝った。タロヴァッチの軍勢は一部が銃が使えたため優位に立ち、これが対オスマン軍の戦闘で銃を使用した最初の例である。

## 戦闘
ムラト2世は1440年4月末に軍を率いてベオグラードに接近した。タロヴァッチは最初はオスマン軍が大軍であることに気付かずに会戦で撃破しようとしたが、城から出てすぐに気づき、城内に引き返した。ムラト2世はベオグラードを包囲して陣地を築き、大砲や攻城塔の設置を命じた。コンスタンチン・ミハイロヴィッチによると、ベオグラードの城壁にオスマン帝国の旗をはためかせたオスマン兵にはベイの称号と相応の領地が約束されたという。Evrenosoğluはすでにベイの称号を有したが、自身の名声をさらに高めようとして自らベオグラード城壁への強襲を率いたという。

## 関連図書
- Chisholm, Hugh, ed. (1911). "Belgrade" . Encyclopædia Britannica (英語). Vol. 3 (11th ed.). Cambridge University Press. pp. 681–682.

座標: 北緯44度29分 東経10度17分 / 北緯44.49度 東経10.28度